# 2419 Молдавија
2419 Молдавија (енгл. 2419 Moldavia) је астероид главног астероидног појаса чија средња удаљеност од Сунца износи 2,295 астрономских јединица (АЈ).
Апсолутна магнитуда астероида је 13,6.